# Nya Helsingforskvartetten
Nya Helsingforskvartetten (finska: Uusi Helsinki-kvartetti) är en finländsk stråkkvartett. 
Nya Helsingforskvartetten, som grundades 1982 av elever vid Östra Helsingfors musikinstitut, segrade 1984 i kvartettävlingar i Viitasaari och Prag. Kvartetten, vars sammansättning förändrats, nådde 1994 andra plats i den internationella kvartettävlingen i London, och intar en framträdande plats inte bara i finländskt, utan även i internationellt musikliv. Kvartetten har uppträtt i Europa, Israel, Japan och Australien och har utgivit inspelningar av verk av bland andra Leoš Janáček, Antonín Dvořák, Edvard Grieg och Jean Sibelius. År 1997 erhöll kvartetten Nuori Suomi-priset.